# المحكمة الدستورية الألمانية
المحكمة الدستورية الاتحادية الألمانية (بالألمانية: Bundesverfassungsgericht) هي راعية الدستور الألماني ولها مهمتان، فهي كيان دستوري مستقل، وفي نفس الوقت تشكل السلطة القضائية الخاصة برعاية قانون الدولة والقانون الدولي. وهي تقوم بتفسير الدستور وتنطق أحكاما ملزمة للحكومة ومؤسسات القوة التنفيذية على أساسه.
ورغم أن المحكمة الدستورية ترعى أحكام المحاكم الأخرى إلا أنها لا تتبع السلسلة القضائية الاستئنافية، ولكنها تشرف على أعمال جميع الهيئات التنفيذية في الدولة. وهي تقوم بفحص عمل تلك الهيئات ومطابقتها بأحكام الدستور. ولهذا فمن الخطأ اعتبار المحكمة الدستورية بأنها أعلى محكمة من النظام القضائي الألماني.
توجد المحكمة الدستورية الألماني في مدينة كارلسروه ويحيطها حرم تحرسه قوات الأمن.

## إلزامية القرارات وقوة القانون
تنبع وظيفة المحكمة الدستورية من البند 31 لأحكام الدستور:
«أحكام المحكمة الدستورية تكون إلزامية لجميع المؤسسات الدستورية للحكومة الاتحادية وحكومات المقاطعات ولجميع المحاكم والإدارات الحكومية.»
وطبقا لأحكام البند 31 من الدستور تصدر المحكمة الدستورية قراراتها بشأن مطابقة أحد القوانين لأحكام الدستور. ومن وظائف المحكمة الدستورية وحدها الفصل في تطابق قانون تم إصداره من الحكومة مع أحكام الدستور. وفي حالة اكتشفت إحدى المحاكم عدم تطابق أحد القوانين مع أحكام الدستور فتكون ملزمة برفع موضوعه إلى المحكمة الدستورية لإتخاذ قرار بشأنه.

## نظامها وهيئة القضاء

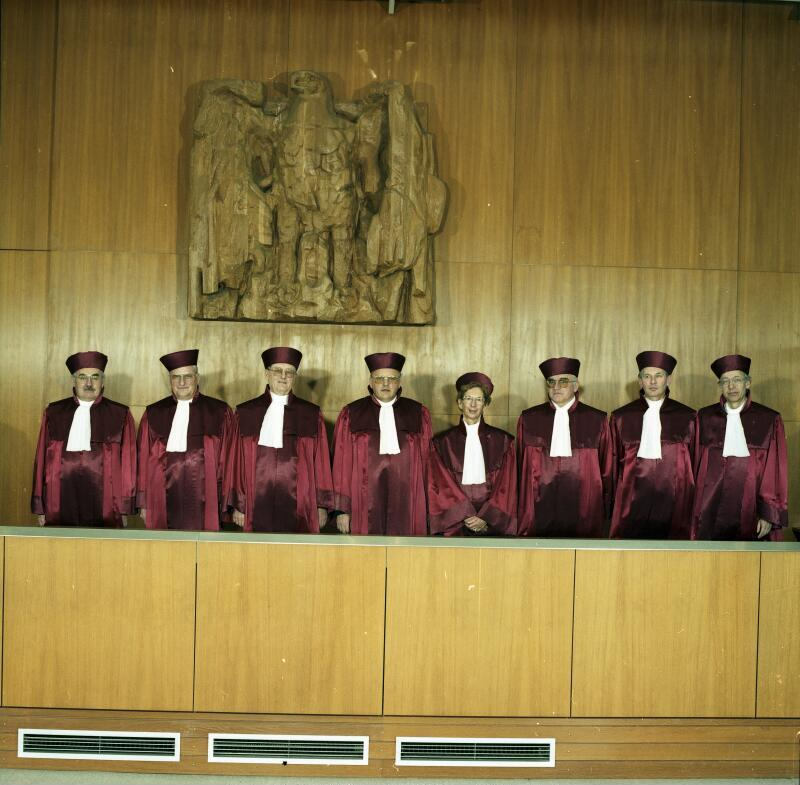
الهيئة القضائية الأولى، عام 1989.

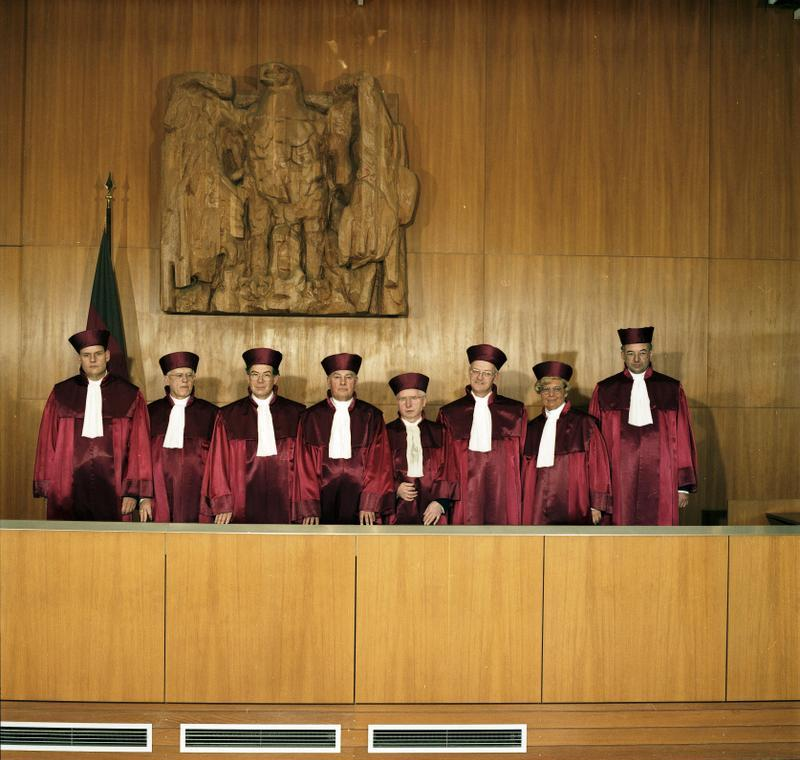
الهيئة القضائية الثانية، عام 1989

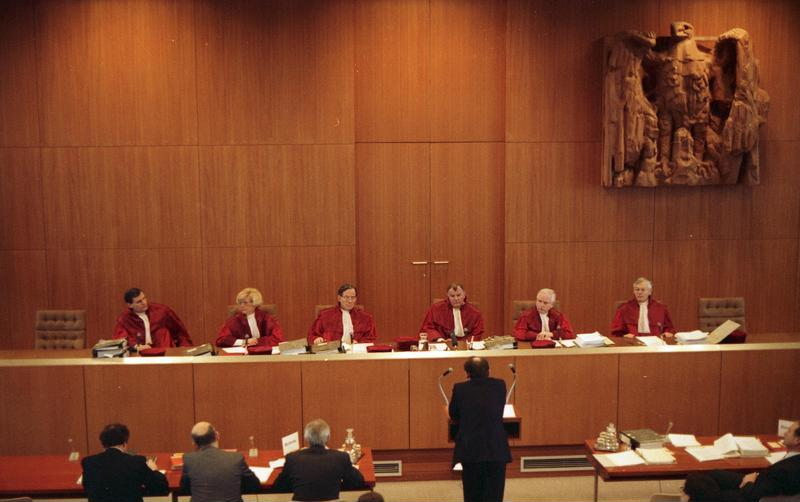
مرافعة أمام الهيئة القضائية الثانية.

تشكل المحكمة الدستورية من هيئتين قضائيتين وستة غرف متخصصة. وهذا التشكيل من شأن المحكمة نفسها طبقا لنظام عملها ويمكنها تغييره.
ويمكن وصف الهيئة القضائية الأولى فيها بأنها ترعى القوانين الأساسية والغرفة الثانية بأنها ترعى القانون الدولي. وطبقا لهذا التصنيف تختص الهيئة القضائية الأولى بالفصل في المنازعات بين المؤسسات الدستورية المختلفة أو قضية منع حزب من الأحزاب.
تأسست المحكمة الدستورية في 28 سبتمبر عام 1951، وكانت كل هيئة للقضاة مشكلة من 12 قاضيا، خفض عددهم عام 1963 إلى ثمانية قضاة. ومن ضمنهم رئيس المحكمة ونائبه، ويرأس كل منهما إحدى الهيئتين. ويدعم عمل القضاة أقسام متخصصة من الموظفين العلميين وهيئة استشارية رئاسية.
تعتبر الهيئة القضائية كافية لإصدار قرار إذا حضر ستة منهم على الأقل. وإذا تقاعد أحد القضاة أثناء مداولة أحد القضايا فلا يُعيّن آخرا مكانه. وإذا تقاعد عدد كثير من القضاة أثناء النظر في إحدى القضايا بحيث تصبح الهيئة القضائية غير صالحة لإصدار قرار فلابد من بدء النظر في القضية من جديد بعد الانتخاب الجديد لهيئة القضاة.
ونظرا لكون عدد القضاة في كل من الهيئتين ثمانية وهو عدد ثنائي فقد يحدث تساوي حكم الهيئة لقضية ما بين مؤيد ومعارض، أي أربعة إلى أربعة. في معظم الأحوال يكون القرار في صالح مقدم الشكوى أو المتظلم إذا رأى خمسة قضاة على الأقل أحقيته. أما في بعض القضايا الأخرى عالية الشأن فتلزم أغلبية ثلثي هيئة القضاء، أي ستة قضاة.

## القضاة
يتمتع قضاة المحكمة الدستورية باحترام كبير، ويعدون من الشخصيات البارزة في المجتمع. ينتخب نصف أعضاء القضاة من هيئة خاصة من البرلمان والنصف الآخر من مجالس المقاطعات الاتحادية. ومدة خدمة كل منهم 12 سنة وينتخبون لمدة واحدة فقط. وقد أدخل هذا التعديل عام 1970 بغرض تقوية استقلالهم.
شروط انتخاب قاضي المحكمة الدستورية أن يكون عمره 40 عاما على الأقل وأن يكون مؤهلا قضائيا طبقا لقانون القضاة ويحمل شهادة المحاماة الثانية أو أستاذا جامعيا في القانون في أحد الجامعات الألمانية. وتكون له صلاحية الانتخاب في البرلمان، ولا يكون عضوا لا في البرلمان ولا في مجالس المقاطعات الاتحادية ولا ينتمي إلى الحكومة ولا حكومة إحدى المقاطعات، وربما يكون عضوا في أحد تلك المؤسسات عند انخابة قاضيا بالمحكمة الدستورية ولكن لا بد من تنازله عن ذلك المنصب ليكون من ضمن قضاة المحكمة الدستورية.
وطبقا للبند 3 من الدستور ينتهي عمل قاضي المحكمة الدستورية عند بلوغه سن 68 عاما، ولكنه يستمر في عمله حتى ينتخب خليفة له.
ينتخب رئيس المحكمة الدستورية نائبه طبقا للبند 9 من الدستور من البرلمان ومجالس المقاطعات الاتحادية بالتناوب، وعادة إذا تقاعد رئيس المحكمة الدستورية فإنه يعين نائبة ليخلفه كرئيس للمحكمة.
يعمل رئيس المحكمة الدستورية كرئيس لموظفي المحكمة، ولا توجد هيئة اشراف على المحكمة الدستورية.

## نسبة النساء في القضاة

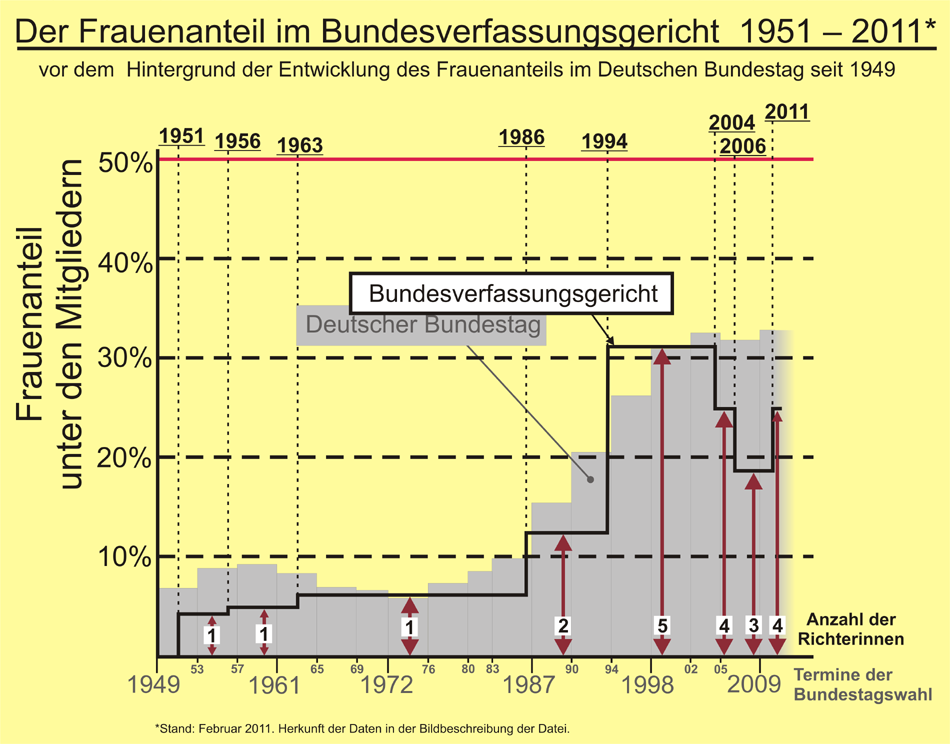
نسبة القاضيات في المحكمة الدستورية منذ 1951 (أسود): ونسبة النساء في البرلمان الألماني (رمادي) منذ عام 1948

تتبع حاليا قاضيتان في الهيئة الأولى وقاضيتان في الهيئة الثانية للقضاة أي بنسبة الربع من النساء. ومنذ عام 1951 حتي الآن عملت 14 قاضية في المحكمة الدستورية. ولم يختلف أثناء تلك الفترة نسبة النساء في المحكمة الدستورية عن نسبة المرأة في البرلمان منذ عام 1949 الذي ينتخب نصف قضاة المحكمة. وبقي عدد النساء أقل من 10% في كلتا الهيئتين القضائيتين حتى عام 1980. وزاد عددهم خلال التسعينيات من القرن الماضي حتى وصل إلى نحو 35%.
وبينما وصلت نسبة النساء في البرلمان إلى 35% من بين 600 عضو برلماني، أنخفض عدد النساء في المحكمة الدستورية بسبب عدم انتخاب قاضيتين محل قاضيتين متقاعدتين مند عام 2006 إلى نحو 20%.

## شكوى دستورية
طبقا للمادة 93 للقانون يحق لأي شخص يشعر بأن أحد حقوقه الأساسية قد أهدرت بسبب تصرف السلطة الحكومية أن يتقدم بشكوى إلى المحكمة الدستورية. ويدخل في تلك التصرفات الرسمية أعمال السلطة التنفيذية والسلطة القضائية وإصدار القوانين. ولا ينحصر ذلك فقط على القيام بتصرف ما وإنما أيضا الامتناع عن التصرف أو التخاذل فيه.
أنواع الشكوى الدستورية:
- شكوى ضد أحد القوانين أو أحد القرارات القانونية للدولة،
- شكوى ضد أحد قوانين أو أحد قرارات حكومات المقاطعة الاتحادية،
- شكوى ضد أحد قرارات إدارة حكومية،
- شكوى ضد حكم قضائي،
- شكوى ضد أي تصرف إدارة حكومية.

كما يمكن للهيئات رفع شكوى للمحكمة الدستورية، في حالة انتهاك حقها في ممارسة وظيفتها (المادة 12 من القانون المدني) أو حقها في الملكية (المادة 14 من القانون المدني)، لكن لا يدخل فيها حرية العقيدة (المادة 4 للقانون المدني). ولا يحق للهيئات الحكومية التقدم بشكوى، ولا يسري ذلك على حرية البث الإذاعي والتلفزيوني (المادة 5 من القانون المدني).
ويمكن للهيئات المحلية التقدم بشكوى للمحكمة الدستورية إذا رأت تعطيلا في حق الحكم الذاتي.

## منازعات بين إدارات حكومية
منازعات بين إدارات حكومية (إدارات ذات حقوق) تتعلق بحقوقها والتزاماتها النابعة عن حقوقها الدستورية أو حق نظامها الذاتي طبقا للدستور.

## منازعات بين الحكومة المحلية والحكومة الاتحادية
هي منازعات حول تفسير الحقوق والالتزامات المتعلقة بالدستور، مثل مسألة أهلية إصدار قوانين في المحليات.

## فحص الانتخابات
المحكمة الدستورية هي الهيئة الثانية لمزاولة فحص شكوى ضد عملية انتخاب البرلمان وانتخابات برلمان الاتحاد الأوروبي، والهيئة الأولى التي تبت في عدم صلاحية الانتخاب هو البرلمان نفسه بصفته هيئة تتمتع بتنظيم ذاتي. ويمكن لأعضاء البرلمان أو أعضاء مجلس المحليات الاتحادي أو أعضاء الحكومة أو مجموعة من المواطنين عددهم لا يقل عن 101 مواطن متمتعين بحق الانتخاب أن يتقدموا بشكوي دستورية. ويكون ذلك في حالة تصرف أو تخاذل عن التصرف أثناء الانتخاب تسبب في خطأ في عملية الانتخاب، وترتب عليه إخلال في نسب أعضاء الأحزاب في البرلمان.

## دعوى ضد رئيس الجمهورية
لا يحق برفع دعوى ضد رئيس الجمهورية إلا للبرلمان ومجلس المقاطعات الاتحادي. ولم يحدث حتى الآن (2011) أن رفعت دعوى ضد رئيس الجمهورية.

## الإذاعة والتلفزيون
عملت المحكمة الدستورية من خلال عدة قرارات على تطوير الصحافة والإذاعة والتلفزيون وغيرها من وسائل الإعلام وتشكيل حقوقه وواجباته بقدر كبير.
ومن الأحكام الهامة التي قامت بها المحكمة ما يسمى الحكم الأول لفبراير عام 1961 والتي أعلنت فيه عدم شرعية شركة التلفزيون الألمانية التي قام بتكوينها رئيس الحكومة آنذاك «كونراد أديناور». وكانت شركة التلفزيون المزمع إنشاؤها تحت سيطرة الحكومة لا تفي بالضمان الدستوري لحرية المؤسسات الإعلامية. كما أن «تلفزيون ألمانيا» يتعارض مع القانون الأساسي الذي ينص على أن يكون البث حقا للمقاطعات الاتحادية لتمثيل ثقافاتها المحلية. وأكتفي بأن تقوم الحكومة الاتحادية بتقديم المعدات التقنية اللازمة للتشغيل فقط.

## بعض قرارات عام 2011
في شهر سبتمبر 2011 قدم أربعة من أساتذة الاقتصاد الجامعيين وأحد نواب حكومة مقاطعة بافاريا شكوى ضد ما تقوم به الحكومة المركزية بضمانات فائقة لضمان الوضع الاقتصادي المتدهور في اليونان باعتبار أن الحكومة تهدر بذلك أموال المواطن الألماني على المدي الطويل وخصوصا وأن الحكومة نفسها مدانة بمقدار نحو 75% من الناتج القومي السنوي. ونظرا لأن الدستور الألماني لا يحدد حدا أعلى لاستدانة الحكومة، فقد صدر قرار المحكمة الدستورية بتوجيه النصح إلى الحكومة بأن لا تتصرف في هذا الشأن وحدها بل عليها اتخاذ رأي البرلمان فيه.
في شهر مارس تقدمت إحدى الأمهات المكفلة بتربية إبنيها بشكوى إلى المحكمة الدستورية - وهي لا تعمل وتحصل على معونة من الحكومة في إطار الضمان الاجتماعي - بأن المعونة الحكومية لا تكفيها لضمان العيش الكريم لها ولأبنائها. وبعد أن فحصت المحكمة الدستورية الأمر أصدرت قراراتها وتوصية الحكومة بزيادة معونة الأبناء في جميع الأحوال المماثلة لضمان توافقها مع أسعار المعيشة.
وأخذت الحكومة المركزية على عاتقها إصلاحات للعائلات في هذا الصدد وأصدرت قانونا جديدا بذلك.